# شوراکند، گران‌بوی
شوراکند (به لاتین: Şurakənd) یک منطقه مسکونی در جمهوری آذربایجان است که در شهرستان گران‌بوی واقع شده است.